# Хлебозавод №1 (Воронеж)
Воронежский хлебозавод № 1 — предприятие по выпуску хлебобулочных изделий (хлебозавод), существовавшее с 1929 по 2020 год в Воронеже. Ныне утраченный комплекс построек, возведённый в период с 1873 по 1929 год.
Корпуса завода и труба заводской котельной постройки конца XIX века являлись последним зданием одной из нескольких паровых мельниц, существовавших в Воронеже.
Завод снесён в период 2020—2021 гг. строительной компанией «Выбор» .
Здания завода были включены в материалы Свода памятников культуры и истории Российской Федерации, подготовленных в результате многолетних исследований недвижимого имущества историко-культурного наследия города Воронежа под руководством доктора культурологии Э. А. Шулеповой и опубликованные в 2009 году. В октябре 2020 года было включено в перечень объектов, обладающих признаками культурного наследия, однако, через год, в октябре 2021 года выведен из него «в связи со значительными разрушениями, не позволяющими провести восстановление».

## История
История воронежского хлебозавода № 1 начинается в 1873 году, когда в квартале между нынешними улицами Кольцовской, Красноармейской и Ф. Энгельса была сооружена крупорушка купчихи Русиновой. В 1894 году в той же усадьбе открылось предприятие «Третьего товарищества паровых мукомольных мельниц». Мельница была самой крупной в Воронеже. Основные здания были построены в 1890-х гг. для паровой мельницы «Третьего товарищества паровых мукомольных мельниц».
Главной фигурой, входившей в правление «Товарищества паровой мельницы», был купец А. В. Ухин. Кроме него, здесь были предприниматели П. А. Ашурков, П. Т. Сонин, М. Д. Попов, М. И. Потапов, Ф. Н. Соковых, а с 1910-х гг. братья Зотовы. Это была самая крупная мельница Воронежа, представляющая ведущую отрасль производства в крае. По данным 1914 г., мельница была оснащена паровым двигателем мощностью 230 л. с. Её обслуживали 130 рабочих. За год она перемалывала 2 млн. 250 тыс. пудов пшеницы.
В 1928—1929 гг. комплекс переоборудован под хлебозавод. Проект хлебозавода разработал бывший городской архитектор М. Н. Замятнин, работавший в 1920-е гг. губернским инженером. Это была одна из последних работ воронежского архитектора. Тогда были заменены междуэтажные перекрытия здания мельницы, частично переделаны окна главного фасада. Хлебозавод, пущенный в строй в 1929 г., был первым в городе, до этого имевшем лишь пекарни. Число рабочих на нем составляло 175 человек.
В 1936 г. здесь выпекалось 34,9 тыс. тонн ржаного хлеба. Профиль предприятия не изменился вплоть до закрытия предприятия в июне 2020 года. Во время Великой Отечественной войны в период оккупации Воронежа немецко-фашистскими захватчиками завод получил значительные повреждения, однако был восстановлен.
В начале 1990-х годов завод переходит в ведение Русской продовольственной компании.
15 июня 2020 года в главном корпусе завода произошёл крупный пожар, после чего предприятие прекратило свою работу.
Сентябрь 2020 года — РПК продает все свои активы (несколько хлебозаводов, мукомольный комбинат, комбикормовый завод). Расположенная в центре Воронежа территория хлебозавода № 1 продается за 200 миллионов рублей строительной компании «Выбор».

### Закрытие предприятия и снос исторически значимых объектов
Октябрь 2020 года — полностью вывезено оборудование.
19 ноября 2020 года началось разрушение исторических зданий завода. Первой под снос ушла дымовая труба котельной 1873 года постройки. Через неделю начался снос главного корпуса завода. Несмотря на неоднократный вызов полиции на территорию завода для предотвращения сноса построек строительная компания «Выбор» никак не отреагировала на многократные действия активистов и краеведов, выступавших против демонтажа корпусов.
После обращения к губернатору Воронежской области А. В. Гусеву здания завода признали объектами культурного наследия, однако это не остановило застройщика, в итоге к моменту признания старинные здания завода в декабре 2020 года были либо полностью снесены, либо разрушены до степени невозможности восстановления.
14 декабря 2020 года было возбуждено уголовное дело по статье «Уничтожение объектов культурного наследия» по факту сноса зданий завода.
25 февраля 2021 года была проведена экспертиза, выполненная Станиславом Смирновым из ООО «Эксперт» (Ульяновск), который признал, что комплекс не обладает исторической, архитектурной, градостроительной, научной и художественной ценностью. Данное решение подверглось критике специалистов Всероссийского общества охраны памятников истории и культуры. Результаты экспертизы оспариваются.
14 мая 2021 года состоялось заседание Ленинского районного суда Воронежа по административному делу к строительной компании «Выбор-Север», решением суда компания была оштрафована всего на 150 тысяч рублей.

29 мая 2021 года на форуме «Зодчество VRN» было объявлено об обсуждении реновации территории хлебозавода № 1 с возможным строительством зданий с внешним видом, максимально приближённым к внешнему виду утраченных исторических корпусов. Предполагалось, что в воссозданных зданиях будет расположен лофт-квартал с гостиницами и ресторанами.

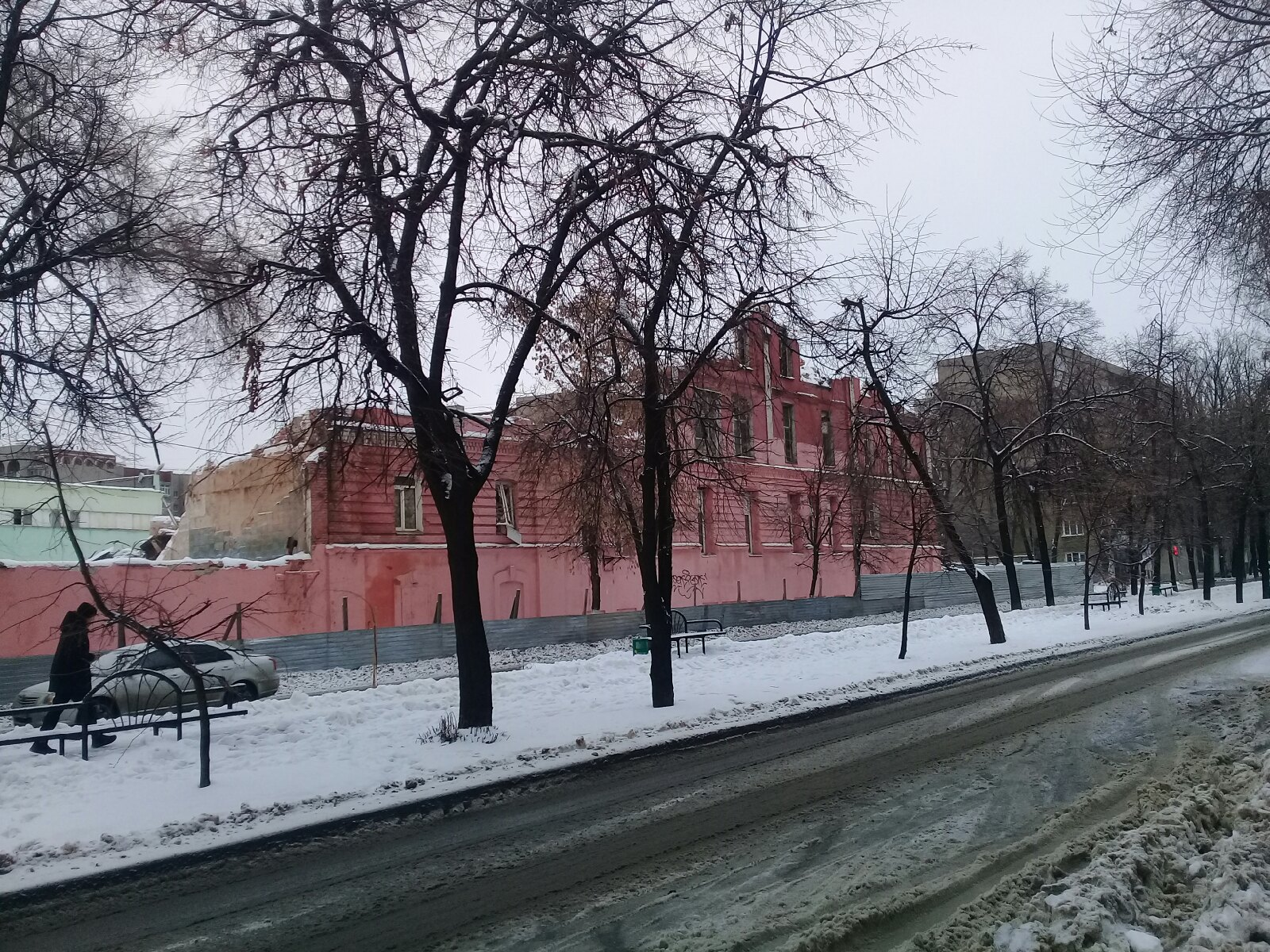
Разрушенный корпус хлебозавода

Осенью 2021 года руины зданий хлебозавода окончательно были исключены из перечня выявленных объектов ОКН в связи «со значительными разрушениями и невозможностью восстановления». Территория подлежит застройке.
В конце октября 2021 года началась расчистка территории от разрушенных зданий. Окончательно исторические здания завода были снесены в начале ноября. Остальные постройки завода, построенные в послевоенное время снесены в течение последующих нескольких недель.

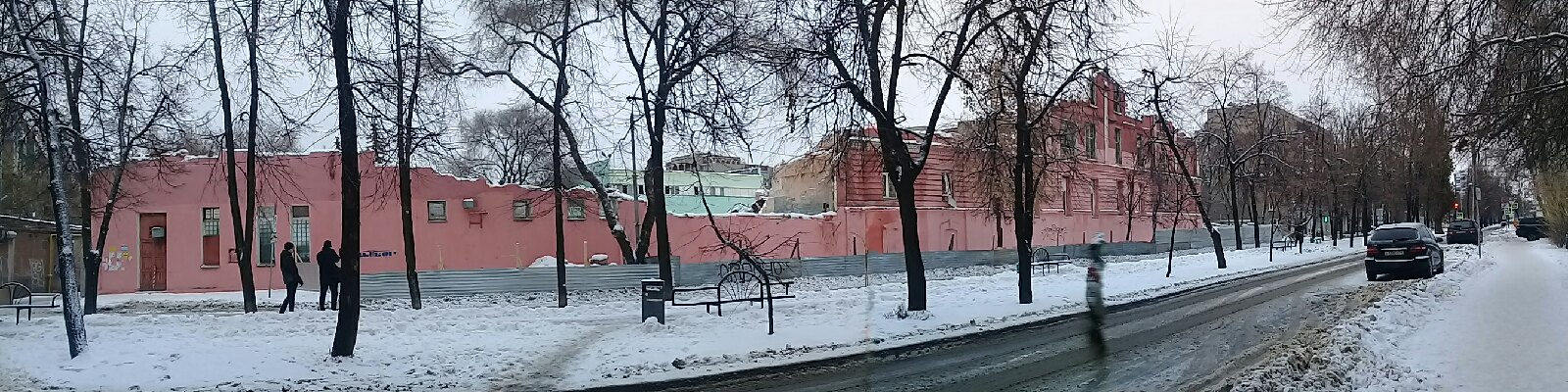
Разрушенные здания хлебозавода и крупорушки, декабрь 2020 года.

19 ноября 2021 года был объявлен конкурс на реновацию территории.
25 марта 2022 года по окончании конкурса был выбран проект строительства на месте завода жилого комплекса этажностью до 9 этажей.
В апреле 2023 года несмотря на итоги конкурса было принято решение о строительстве на территории, ограниченной улицами Куцыгина, Красноармейской, Ф. Энгельса и Кольцовской высотных зданий.
На 2025 год на месте завода ведется строительство жилого комплекса "Дом на Фридриха Энгельса".

## Архитектура завода
На момент сноса в комплекс зданий мельницы входили: основное пятиэтажное здание, одноэтажный и двухэтажный служебные корпуса по его сторонам, продольными фасадами обращенные на улицу Красноармейскую, а также дымовая труба в глубине участка. Здания соединены между собой поздними одно- и двухэтажными вставками. Декор фасадов выдержан в «кирпичном стиле».
- Здание мельницы (1894—1895) состоит из двух объёмов — основного, пятиэтажного, с невысоким аттиковым этажом, и выступа со стороны двора. Главный фасад делится на пять частей широкими пилястрами. Нижняя часть фасада обработана горизонтальным рустом. Горизонтальность членения подчеркнута также междуэтажными поясками и карнизами, прерывающимися в пилястрах. Карниз четвёртого этажа усложнен зубчиками, пятого — прямоугольными филенками. Проемы крайних частей и пятого этажа с лучковыми перемычками, остальные — прямоугольные. Рамочные наличники с замковым камнем обрамляют проёмы первого, цокольного, этажа.

- Двухэтажный корпус (1873) имеет одноэтажную пристройку во всю длину дворового фасада. Главный фасад ритмично прорезан узкими прямоугольными проемами, более высокими на первом этаже, и завершен мелкопрофильным карнизом. Щипец глухого бокового фасада прорезан небольшим прямоугольным окном.
- Одноэтажное прямоугольное в плане здание имеет трехчастное деление фасада. Его центральная часть завершена треугольным разорванным фронтоном с полукруглым окошком в тимпане. Под окнами — прямоугольные филенки, в простенках протянут карниз. Прямоугольные окна завершены выступающей из плоскости фасада перемычкой с замковым камнем. Углы охвачены широкими лопатками.

- Дымовая труба имеет восьмигранную форму плана, суживается кверху и завершается уступчатой пирамидой основанием вверх. Высокое кубическое основание трубы украшено арочными нишами и увенчано широким карнизом на уступчатых кронштейнах. Тело трубы через 8—10 рядов кирпичей охвачено металлическими поясами[23][24][25].